# Municipalità locale di Thulamela
Thulamela è una municipalità locale (in inglese Thulamela Local Municipality) appartenente alla municipalità distrettuale di Vhembe della provincia del Limpopo in Sudafrica.
Il suo territorio si estende su una superficie di 2.898 km² ed è suddiviso in 38 circoscrizioni elettorali (wards). Il suo codice di distretto è LIM343.

## Geografia fisica

### Confini
La municipalità locale di Thulamela confina a nord con quella di Mutale, a sud con quella di Greater Giyani (Mopani), a ovest con quelle di Makado e a est con l'Area della Gestione del Distretto LIMDMA33.

### Città principali
| Città                | Code                                                | Abitanti | Superficie (km2) |
| -------------------- | --------------------------------------------------- | -------- | ---------------- |
| Altein               | 966225                                              | 1,759    | 2.15             |
| Basani               | 966092                                              | 3,408    | 4.39             |
| Begwa                | 966015                                              | 2,066    | 3.32             |
| Bevula               | 966136                                              | 1,787    | 2.24             |
| Botsoleni            | 966026                                              | 2,002    | 1.67             |
| Budeli               | 966163                                              | 2,362    | 9.24             |
| Buluni               | 966042                                              | 382      | 1.08             |
| Bulwini              | 966220                                              | 2,474    | 2.35             |
| Damani               | 966052                                              | 1,336    | 3.83             |
| Dididi               | 966180                                              | 2,312    | 2.94             |
| Dimani               | 966044                                              | 807      | 1.92             |
| Dlamini              | 966123                                              | 146      | 0.50             |
| Dopeni               | 966102                                              | 6,560    | 15.15            |
| Doveni               | 966176                                              | 318      | 1.28             |
| Dumasi               | 966149                                              | 2,154    | 2.60             |
| Duthuni              | 966166                                              | 6,345    | 6.70             |
| Dzindi               | 966192                                              | 2,787    | 2.03             |
| Dzingahe             | 966121                                              | 2,862    | 2.14             |
| Dzivhadolo           | 966039                                              | 1,566    | 2.73             |
| Dzwaboni             | 966021                                              | 597      | 1.87             |
| Dzwerani             | 966205                                              | 5,964    | 14.12            |
| Fondwe               | 966105                                              | 1,798    | 4.18             |
| Gaba                 | 966018                                              | 6,340    | 10.44            |
| Gandlanani           | 966160                                              | 3,445    | 3.83             |
| Gidjana              | 966189                                              | 2,198    | 1.65             |
| Gijamhandzeni        | 966187                                              | 1,153    | 1.55             |
| Gonani               | 966048 Archiviato il 14 settembre 2015 in Wikiwix.  | 372      | 1.48             |
| Gondeni A            | 966135 Archiviato il 14 settembre 2015 in Wikiwix.  | 5,391    | 4.96             |
| Gondeni B            | 966114 Archiviato il 14 settembre 2015 in Wikiwix.  | 1,471    | 3.10             |
| Govu                 | 966191 Archiviato il 16 settembre 2015 in Wikiwix.  | 1,486    | 1.48             |
| Green Farm           | 966158 Archiviato il 14 settembre 2015 in Wikiwix.  | 3,930    | 5.94             |
| Gumbani              | 966213 Archiviato il 14 settembre 2015 in Wikiwix.  | 2,229    | 2.16             |
| Ha-Lambani           | 966007 Archiviato il 16 settembre 2015 in Wikiwix.  | 3,450    | 18.68            |
| Ha-Matsika           | 966081 Archiviato il 16 settembre 2015 in Wikiwix.  | 1,120    | 1.68             |
| Ha-Radali            | 966079 Archiviato il 16 settembre 2015 in Wikiwix.  | 2,052    | 2.79             |
| Hasane               | 966214 Archiviato il 13 settembre 2015 in Wikiwix.  | 2,710    | 2.97             |
| Hatshisele           | 966151 Archiviato il 14 settembre 2015 in Wikiwix.  | 4,382    | 3.20             |
| Itsani               | 966170 Archiviato il 16 settembre 2015 in Wikiwix.  | 11,473   | 6.89             |
| Jerome               | 966161 Archiviato il 13 settembre 2015 in Wikiwix.  | 3,413    | 2.76             |
| Jimmy Jones          | 966196 Archiviato il 14 settembre 2015 in Wikiwix.  | 3,371    | 3.17             |
| Ka-Bazela SP         | 966203 Archiviato il 14 settembre 2015 in Wikiwix.  | 1,252    | 1.26             |
| Ka-Dinga             | 966194 Archiviato il 14 settembre 2015 in Wikiwix.  | 2,122    | 1.31             |
| Ka-Hasane            | 966219 Archiviato il 15 settembre 2015 in Wikiwix.  | 1,927    | 1.74             |
| Ka-Jilongo           | 966212 Archiviato il 16 settembre 2015 in Wikiwix.  | 3,117    | 2.82             |
| Ka-Mabayeni          | 966208 Archiviato il 13 settembre 2015 in Wikiwix.  | 1,361    | 1.95             |
| Ka-Mahonisi          | 966199 Archiviato il 14 settembre 2015 in Wikiwix.  | 3,748    | 2.57             |
| Ka-Mapapila          | 966200 Archiviato il 15 settembre 2015 in Wikiwix.  | 1,730    | 1.43             |
| Ka-Matiani           | 966009 Archiviato il 14 settembre 2015 in Wikiwix.  | 3,073    | 3.62             |
| Ka-Matsakali         | 966197 Archiviato il 14 settembre 2015 in Wikiwix.  | 1,505    | 1.28             |
| Ka-Maveke            | 9662224 Archiviato il 15 settembre 2015 in Wikiwix. | 1,207    | 2.13             |
| Ka-Mchipise          | 966182 Archiviato il 14 settembre 2015 in Wikiwix.  | 3,203    | 4.95             |
| Ka-Mdabula           | 966222 Archiviato il 14 settembre 2015 in Wikiwix.  | 808      | 0.61             |
| Ka-Mhinga            | 966013 Archiviato il 13 settembre 2015 in Wikiwix.  | 10,524   | 7.28             |
| Ka-Mphambo           | 966209 Archiviato il 14 settembre 2015 in Wikiwix.  | 3,714    | 3.03             |
| Ka-Mulamula          | 966216 Archiviato il 13 settembre 2015 in Wikiwix.  | 3,068    | 3.06             |
| Ka-Muswane           | 966226 Archiviato il 16 settembre 2015 in Wikiwix.  | 2,165    | 2.87             |
| Ka-Nghezimani        | 966119 Archiviato il 16 settembre 2015 in Wikiwix.  | 2,170    | 2.83             |
| Ka-Nyavani           | 966093 Archiviato il 15 settembre 2015 in Wikiwix.  | 305      | 0.68             |
| Ka-Sunduza           | 966024 Archiviato il 13 settembre 2015 in Wikiwix.  | 3,774    | 2.85             |
| Ka-Vhele             | 966109 Archiviato il 16 settembre 2015 in Wikiwix.  | 2,483    | 2.11             |
| Ka-Xigamani          | 966211 Archiviato il 15 settembre 2015 in Wikiwix.  | 2,055    | 1.95             |
| Ka-Xihosana          | 966227 Archiviato il 13 settembre 2015 in Wikiwix.  | 2,546    | 2.81             |
| Ka-Xikundu           | 966050 Archiviato il 15 settembre 2015 in Wikiwix.  | 4,452    | 4.36             |
| Ka-Xikundu B         | 966049 Archiviato il 15 settembre 2015 in Wikiwix.  | 1,412    | 1.04             |
| Ka-Xitlhelani        | 966185 Archiviato il 14 settembre 2015 in Wikiwix.  | 4,629    | 5.15             |
| Khakhanwa            | 966188 Archiviato il 15 settembre 2015 in Wikiwix.  | 1,355    | 1.62             |
| Khakhu               | 966066 Archiviato il 15 settembre 2015 in Wikiwix.  | 142      | 0.88             |
| Khalavha             | 966106 Archiviato il 16 settembre 2015 in Wikiwix.  | 3,237    | 5.97             |
| Khambela             | 966095 Archiviato il 15 settembre 2015 in Wikiwix.  | 65       | 0.52             |
| Khubvi               | 966051 Archiviato il 13 settembre 2015 in Wikiwix.  | 10,271   | 11.50            |
| Kruger National Park | 966155 Archiviato il 16 settembre 2015 in Wikiwix.  | 55       | 2935.88          |
| Lambani              | 966050 Archiviato il 15 settembre 2015 in Wikiwix.  | 1,881    | 3.92             |
| Lamvi                | 966050 Archiviato il 15 settembre 2015 in Wikiwix.  | 1,530    | 9.83             |
| Lufule               | 966050 Archiviato il 15 settembre 2015 in Wikiwix.  | 1,617    | 1.38             |
| Lukalo               | 966050 Archiviato il 15 settembre 2015 in Wikiwix.  | 1,532    | 2.75             |
| Lulamani             | 966050 Archiviato il 15 settembre 2015 in Wikiwix.  | 61       | 0.11             |
| Lutomboni            | 966050 Archiviato il 15 settembre 2015 in Wikiwix.  | 529      | 0.75             |
| Luvhimbi             | 966050 Archiviato il 15 settembre 2015 in Wikiwix.  | 2,296    | 8.50             |
| Lwamondo             | 966050 Archiviato il 15 settembre 2015 in Wikiwix.  | 20,218   | 20.72            |
| Mabaligwe            | 966050 Archiviato il 15 settembre 2015 in Wikiwix.  | 2,382    | 1.89             |
| Mabokoro             | 966050 Archiviato il 15 settembre 2015 in Wikiwix.  | 545      | 0.41             |
| Machele              | 966050 Archiviato il 15 settembre 2015 in Wikiwix.  | 1,192    | 1.03             |
| Madonsi              | 966050 Archiviato il 15 settembre 2015 in Wikiwix.  | 3,220    | 3.05             |
| Madzimu              | 966050 Archiviato il 15 settembre 2015 in Wikiwix.  | 5,213    | 3.80             |
| Magomani             | 966050 Archiviato il 15 settembre 2015 in Wikiwix.  | 2,734    | 2.34             |
| Mahunguhwi           | 966050 Archiviato il 15 settembre 2015 in Wikiwix.  | 394      | 2.54             |
| Makahlule            | 966050 Archiviato il 15 settembre 2015 in Wikiwix.  | 1,865    | 1.73             |
| Makhasa              | 966050 Archiviato il 15 settembre 2015 in Wikiwix.  | 1,121    | 1.82             |
| Makhumbe             | 966050 Archiviato il 15 settembre 2015 in Wikiwix.  | 56       | 1.17             |
| Makhuvha A           | 966050 Archiviato il 15 settembre 2015 in Wikiwix.  | 1,050    | 2.29             |
| Makhuvha B           | 966050 Archiviato il 15 settembre 2015 in Wikiwix.  | 5,394    | 5.05             |
| Makonde              | 966050 Archiviato il 15 settembre 2015 in Wikiwix.  | 6,077    | 12.59            |
| Makovha              | 966050 Archiviato il 15 settembre 2015 in Wikiwix.  | 2,083    | 2.36             |
| Makuleke             | 966050 Archiviato il 15 settembre 2015 in Wikiwix.  | 4,502    | 3.31             |
| Makumbane            | 966050 Archiviato il 15 settembre 2015 in Wikiwix.  | 2,219    | 2.33             |
| Makumeke             | 966050 Archiviato il 15 settembre 2015 in Wikiwix.  | 1,429    | 0.99             |
| Makwarani            | 966050 Archiviato il 15 settembre 2015 in Wikiwix.  | 867      | 5.36             |
| Malamangwa           | 966050 Archiviato il 15 settembre 2015 in Wikiwix.  | 495      | 2.86             |
| Malamhala            | 966050 Archiviato il 15 settembre 2015 in Wikiwix.  | 1,211    | 1.00             |
| Malamulele           | 966050 Archiviato il 15 settembre 2015 in Wikiwix.  | 13,070   | 9.57             |
| Malavuwe             | 966050 Archiviato il 15 settembre 2015 in Wikiwix.  | 2,362    | 2.78             |
| Manamane             | 966050 Archiviato il 15 settembre 2015 in Wikiwix.  | 2,897    | 3.71             |
| Maname               | 966050 Archiviato il 15 settembre 2015 in Wikiwix.  | 204      | 0.93             |
| Mandala              | 966050 Archiviato il 15 settembre 2015 in Wikiwix.  | 3,078    | 3.51             |
| Manele               | 966050 Archiviato il 15 settembre 2015 in Wikiwix.  | 1,658    | 1.60             |
| Mangondi A           | 966050 Archiviato il 15 settembre 2015 in Wikiwix.  | 2,373    | 5.33             |
| Mangondi B           | 966050 Archiviato il 15 settembre 2015 in Wikiwix.  | 1,275    | 1.88             |
| Manyuwa              | 966050 Archiviato il 15 settembre 2015 in Wikiwix.  | 135      | 1.29             |
| Manzemba             | 966050 Archiviato il 15 settembre 2015 in Wikiwix.  | 608      | 1.26             |
| Mapate               | 966050 Archiviato il 15 settembre 2015 in Wikiwix.  | 3,608    | 3.57             |
| Mapimele             | 966050 Archiviato il 15 settembre 2015 in Wikiwix.  | 467      | 0.40             |
| Maranzhe             | 966050 Archiviato il 15 settembre 2015 in Wikiwix.  | 1,764    | 3.61             |
| Maraxwe              | 966050 Archiviato il 15 settembre 2015 in Wikiwix.  | 943      | 1.03             |
| Mashawana            | 966050 Archiviato il 15 settembre 2015 in Wikiwix.  | 551      | 1.21             |
| Mashobye             | 966050 Archiviato il 15 settembre 2015 in Wikiwix.  | 1,638    | 1.70             |
| Masiwane             | 966050 Archiviato il 15 settembre 2015 in Wikiwix.  | 1,257    | 1.98             |
| Matangari            | 966050 Archiviato il 15 settembre 2015 in Wikiwix.  | 4,062    | 7.63             |
| Maungani             | 966050 Archiviato il 15 settembre 2015 in Wikiwix.  | 7,271    | 7.48             |
| Mavambe              | 966050 Archiviato il 15 settembre 2015 in Wikiwix.  | 4,133    | 5.28             |
| Mavhunda A           | 966050 Archiviato il 15 settembre 2015 in Wikiwix.  | 388      | 0.37             |
| Mavhuwa              | 966050 Archiviato il 15 settembre 2015 in Wikiwix.  | 55       | 1.12             |
| Mavunde              | 966050 Archiviato il 15 settembre 2015 in Wikiwix.  | 1,573    | 3.84             |
| Mbahe                | 966050 Archiviato il 15 settembre 2015 in Wikiwix.  | 982      | 2.99             |
| Mbahela              | 966050 Archiviato il 15 settembre 2015 in Wikiwix.  | 852      | 0.81             |
| Mbilwi               | 966050 Archiviato il 15 settembre 2015 in Wikiwix.  | 5,077    | 3.73             |
| Mianzwi              | 966050 Archiviato il 15 settembre 2015 in Wikiwix.  | 1,928    | 2.39             |
| Milaboni             | 966050 Archiviato il 15 settembre 2015 in Wikiwix.  | 343      | 0.81             |
| Mphego               | 966050 Archiviato il 15 settembre 2015 in Wikiwix.  | 3,003    | 2.36             |
| Mtititi              | 966050 Archiviato il 15 settembre 2015 in Wikiwix.  | 3,341    | 3.56             |
| Mubvumoni            | 966050 Archiviato il 15 settembre 2015 in Wikiwix.  | 2,086    | 5.15             |
| Mudunungu            | 966050 Archiviato il 15 settembre 2015 in Wikiwix.  | 1,366    | 1.35             |
| Mudzidzidzi          | 966050 Archiviato il 15 settembre 2015 in Wikiwix.  | 400      | 1.08             |
| Muhotoni             | 966050 Archiviato il 15 settembre 2015 in Wikiwix.  | 672      | 0.73             |
| Muhuyu               | 966050 Archiviato il 15 settembre 2015 in Wikiwix.  | 698      | 1.25             |
| Mukhomi              | 966050 Archiviato il 15 settembre 2015 in Wikiwix.  | 3,810    | 3.24             |
| Mukomasiandu         | 966050 Archiviato il 15 settembre 2015 in Wikiwix.  | 764      | 1.28             |
| Mukondeni            | 966050 Archiviato il 15 settembre 2015 in Wikiwix.  | 61       | 1.09             |
| Mukula               | 966050 Archiviato il 15 settembre 2015 in Wikiwix.  | 8,209    | 10.41            |
| Mukumbani            | 966050 Archiviato il 15 settembre 2015 in Wikiwix.  | 2,431    | 3.04             |
| Mulenzhe             | 966050 Archiviato il 15 settembre 2015 in Wikiwix.  | 2,566    | 9.03             |
| Munangwe             | 966050 Archiviato il 15 settembre 2015 in Wikiwix.  | 365      | 0.46             |
| Muraga               | 966050 Archiviato il 15 settembre 2015 in Wikiwix.  | 1,472    | 2.29             |
| Mushiru              | 966050 Archiviato il 15 settembre 2015 in Wikiwix.  | 647      | 1.21             |
| Mu-toti              | 966050 Archiviato il 15 settembre 2015 in Wikiwix.  | 904      | 1.85             |
| Mutshenzheni         | 966050 Archiviato il 15 settembre 2015 in Wikiwix.  | 1,062    | 3.61             |
| Mutshetshe           | 966050 Archiviato il 15 settembre 2015 in Wikiwix.  | 673      | 1.05             |
| Mvelaphanda          | 966050 Archiviato il 15 settembre 2015 in Wikiwix.  | 1,563    | 1.11             |
| Nghomunghom          | 966050 Archiviato il 15 settembre 2015 in Wikiwix.  | 1,799    | 1.20             |
| Ngovhela             | 966050 Archiviato il 15 settembre 2015 in Wikiwix.  | 6,296    | 7.82             |
| Ngudza               | 966050 Archiviato il 15 settembre 2015 in Wikiwix.  | 2,855    | 3.74             |
| Ngwenani             | 966050 Archiviato il 15 settembre 2015 in Wikiwix.  | 6,254    | 7.15             |
| Nsimbhi              | 966050 Archiviato il 15 settembre 2015 in Wikiwix.  | 1,885    | 1.64             |
| Ntlhaveni A          | 966050 Archiviato il 15 settembre 2015 in Wikiwix.  | 2,323    | 2.27             |
| Ntlhaveni B          | 966050 Archiviato il 15 settembre 2015 in Wikiwix.  | 1,854    | 1.58             |
| Nyavhani             | 966050 Archiviato il 15 settembre 2015 in Wikiwix.  | 1,568    | 1.30             |
| Peninghotsa          | 966050 Archiviato il 15 settembre 2015 in Wikiwix.  | 803      | 1.09             |
| Phaphazela           | 966050 Archiviato il 15 settembre 2015 in Wikiwix.  | 4,965    | 5.59             |
| Phaswana             | 966050 Archiviato il 15 settembre 2015 in Wikiwix.  | 1,513    | 1.61             |
| Phaweni              | 966050 Archiviato il 15 settembre 2015 in Wikiwix.  | 1,734    | 1.55             |
| Phiphidi             | 966050 Archiviato il 15 settembre 2015 in Wikiwix.  | 9,795    | 9.99             |
| Phugeni              | 966050 Archiviato il 15 settembre 2015 in Wikiwix.  | 1,512    | 1.35             |
| Phugwane             | 966050 Archiviato il 15 settembre 2015 in Wikiwix.  | 1,100    | 1.36             |
| Roadhouse            | 966050 Archiviato il 15 settembre 2015 in Wikiwix.  | 3,710    | 4.19             |
| Salani               | 966050 Archiviato il 15 settembre 2015 in Wikiwix.  | 2,329    | 2.24             |
| Salema               | 966050 Archiviato il 15 settembre 2015 in Wikiwix.  | 3,540    | 2.59             |
| Sambandou            | 966050 Archiviato il 15 settembre 2015 in Wikiwix.  | 826      | 2.03             |
| Saselamani           | 966050 Archiviato il 15 settembre 2015 in Wikiwix.  | 3,727    | 1.84             |
| Shanzha              | 966050 Archiviato il 15 settembre 2015 in Wikiwix.  | 631      | 3.05             |
| Shayandima           | 966050 Archiviato il 15 settembre 2015 in Wikiwix.  | 10,259   | 6.15             |
| Shigalo              | 966050 Archiviato il 15 settembre 2015 in Wikiwix.  | 7,670    | 6.80             |
| Shikundu             | 966050 Archiviato il 15 settembre 2015 in Wikiwix.  | 1,953    | 2.09             |
| Shingwidzi           | 966050 Archiviato il 15 settembre 2015 in Wikiwix.  | 11       | 0.86             |
| Siambe               | 966050 Archiviato il 15 settembre 2015 in Wikiwix.  | 2,565    | 3.29             |
| Sindande             | 966050 Archiviato il 15 settembre 2015 in Wikiwix.  | 70       | 1.38             |
| Sterkstroom          | 966050 Archiviato il 15 settembre 2015 in Wikiwix.  | 39       | 0.05             |
| Tambaulate           | 966050 Archiviato il 15 settembre 2015 in Wikiwix.  | 269      | 0.85             |
| Thathe Vondo         | 966050 Archiviato il 15 settembre 2015 in Wikiwix.  | 94       | 0.65             |
| Thembaluvhilo        | 966050 Archiviato il 15 settembre 2015 in Wikiwix.  | 43       | 0.09             |
| Thenzheni            | 966050 Archiviato il 15 settembre 2015 in Wikiwix.  | 1,845    | 2.62             |
| Thohoyandou          | 966050 Archiviato il 15 settembre 2015 in Wikiwix.  | 69,453   | 42.62            |
| Thononda             | 966050 Archiviato il 15 settembre 2015 in Wikiwix.  | 1,944    | 2.43             |
| Thulamela NU         | 966050 Archiviato il 15 settembre 2015 in Wikiwix.  | 1,399    | 2140.39          |
| Tshabvuma            | 966050 Archiviato il 15 settembre 2015 in Wikiwix.  | 2,168    | 1.93             |
| Tshamutavha          | 966050 Archiviato il 15 settembre 2015 in Wikiwix.  | 184      | 0.81             |
| Tshamutilikwa        | 966050 Archiviato il 15 settembre 2015 in Wikiwix.  | 814      | 1.06             |
| Tshaulu              | 966050 Archiviato il 15 settembre 2015 in Wikiwix.  | 2,077    | 2.49             |
| Tshiavha             | 966050 Archiviato il 15 settembre 2015 in Wikiwix.  | 126      | 0.09             |
| Tshidimbini          | 966050 Archiviato il 15 settembre 2015 in Wikiwix.  | 2,501    | 2.47             |
| Tshidzate            | 966050 Archiviato il 15 settembre 2015 in Wikiwix.  | 781      | 0.81             |
| Tshidzini            | 966050 Archiviato il 15 settembre 2015 in Wikiwix.  | 3,852    | 7.22             |
| Tshidzivhe           | 966050 Archiviato il 15 settembre 2015 in Wikiwix.  | 845      | 2.19             |
| Tshififi             | 966050 Archiviato il 15 settembre 2015 in Wikiwix.  | 2,468    | 4.15             |
| Tshifudi             | 966050 Archiviato il 15 settembre 2015 in Wikiwix.  | 2,343    | 3.47             |
| Tshihalwe            | 966050 Archiviato il 15 settembre 2015 in Wikiwix.  | 568      | 0.78             |
| Tshiheni             | 966050 Archiviato il 15 settembre 2015 in Wikiwix.  | 1,435    | 4.97             |
| Tshiiwani            | 966050 Archiviato il 15 settembre 2015 in Wikiwix.  | 227      | 1.10             |
| Tshikambe            | 966050 Archiviato il 15 settembre 2015 in Wikiwix.  | 471      | 1.16             |
| Tshikhudini          | 966050 Archiviato il 15 settembre 2015 in Wikiwix.  | 1,464    | 1.29             |
| Tshikombani          | 966050 Archiviato il 15 settembre 2015 in Wikiwix.  | 4,084    | 4.29             |
| Tshikonelo           | 966050 Archiviato il 15 settembre 2015 in Wikiwix.  | 4,809    | 7.20             |
| Tshikovha            | 966050 Archiviato il 15 settembre 2015 in Wikiwix.  | 2,074    | 1.75             |
| Tshikunda            | 966050 Archiviato il 15 settembre 2015 in Wikiwix.  | 2,177    | 2.93             |
| Tshikweta            | 966050 Archiviato il 15 settembre 2015 in Wikiwix.  | 814      | 0.54             |
| Tshilapfene          | 966050 Archiviato il 15 settembre 2015 in Wikiwix.  | 1,495    | 2.01             |
| Tshilungoma          | 966050 Archiviato il 15 settembre 2015 in Wikiwix.  | 2,526    | 3.13             |
| Tshilungwi           | 966050 Archiviato il 15 settembre 2015 in Wikiwix.  | 663      | 1.40             |
| Tshiombo             | 966050 Archiviato il 15 settembre 2015 in Wikiwix.  | 1,415    | 1.58             |
| Tshipako             | 966050 Archiviato il 15 settembre 2015 in Wikiwix.  | 800      | 2.17             |
| Tshirenzheni         | 966050 Archiviato il 15 settembre 2015 in Wikiwix.  | 1,248    | 2.08             |
| Tshisahulu           | 966050 Archiviato il 15 settembre 2015 in Wikiwix.  | 7,342    | 5.97             |
| Tshisinise           | 966050 Archiviato il 15 settembre 2015 in Wikiwix.  | 81       | 0.17             |
| Tshitanini           | 966050 Archiviato il 15 settembre 2015 in Wikiwix.  | 227      | 1.02             |
| Tshitavha            | 966050 Archiviato il 15 settembre 2015 in Wikiwix.  | 2,123    | 3.51             |
| Tshitereke           | 966050 Archiviato il 15 settembre 2015 in Wikiwix.  | 5,788    | 7.40             |
| Tshithuthuni         | 966050 Archiviato il 15 settembre 2015 in Wikiwix.  | 2,031    | 2.84             |
| Tshivhilidulu        | 966050 Archiviato il 15 settembre 2015 in Wikiwix.  | 1,339    | 2.35             |
| Tshivhilwi           | 966050 Archiviato il 15 settembre 2015 in Wikiwix.  | 4,334    | 5.00             |
| Tshivhulani          | 966050 Archiviato il 15 settembre 2015 in Wikiwix.  | 2,675    | 2.13             |
| Tswera               | 966050 Archiviato il 15 settembre 2015 in Wikiwix.  | 1,001    | 2.23             |
| Tswinga              | 966050 Archiviato il 15 settembre 2015 in Wikiwix.  | 3,948    | 6.41             |
| Vhudimbilu           | 966050 Archiviato il 15 settembre 2015 in Wikiwix.  | 658      | 1.64             |
| Vhufuli              | 966050 Archiviato il 15 settembre 2015 in Wikiwix.  | 3,626    | 4.23             |
| Vhurivhuri           | 966050 Archiviato il 15 settembre 2015 in Wikiwix.  | 2,215    | 7.49             |
| Vhutalu              | 966050 Archiviato il 15 settembre 2015 in Wikiwix.  | 430      | 0.93             |
| Vondo                | 966050 Archiviato il 15 settembre 2015 in Wikiwix.  | 766      | 1.98             |
| Vondwe               | 966050 Archiviato il 15 settembre 2015 in Wikiwix.  | 6,521    | 5.95             |
| Xaswita              | 966050 Archiviato il 15 settembre 2015 in Wikiwix.  | 680      | 0.84             |

### Fiumi
- Luvuvhu
- Mphongolo
- Mutshindudi
- Nsama
- Shingwidzi

### Dighe
- Vondo Dam